# Hillsdale County
Hillsdale County je okres na jihu státu Michigan v USA. K roku 2010 zde žilo 46 688 obyvatel. Správním městem okresu je Hillsdale. Celková rozloha okresu činí 1 572 km².

## Sousední okresy
| Růžice kompasu | Calhoun County      |                      | Jackson County     | Růžice kompasu |
| Růžice kompasu | Branch County       | Sever                | Lenawee County     | Růžice kompasu |
| Růžice kompasu | Branch County       | Hillsdale County     | Lenawee County     | Růžice kompasu |
| Růžice kompasu | Branch County       | Jih                  | Lenawee County     | Růžice kompasu |
| Růžice kompasu | Steuben County (In) | Williams County (OH) | Fulton County (OH) | Růžice kompasu |